# Natacha Amalová
Natacha Amalová (* 4. září 1968) je belgická herečka narozená marockému otci a ruské matce v Bruselu.

## Biografie
Debutovala v roce 1989 filmem Tonieho Marshalla Pentimento. Poté hrála vedlejší roli v televizním seriálu Navarro (1991), Komisař Moulin, Julie Lescaut (1992). Hrála jednu ze dvou hlavních rolí v seriálu Ženská spravedlnost (2000–2009).

## Filmografie
- 2009 – La nécropole, role: Élisabeth Brochène
- 2009 – La vérité sur le bout des doigts, role: Élisabeth Brochène
- 2009 – Mort sur le net, role: Élisabeth Brochène
- 2008 – La robe et la justice, role: Élisabeth Brochène
- 2006 – Premier suspect, role: Claire Sagamore
- 2005 – Juge, Le, role: Judith
- 2005 – Mes deux maris, role: Christine
- 2005 – Un beau salaud, role: Barbara
- 2004 – Ariane Ferry, role: Laura Cortez
- 2003 – Bleu de l'océan, Le, role: Jeanne
- 2003 – L'oeil de Caïn, role: Élisabeth Brochène
- 2003 – Sale bizness, role: Samantha 'Sam' Beaumont
- 2002 – Napoleon (Napoléon), role: Madame Bertrand
- 2001 – Une femme piégée, role: Alexandra Cartier
- 2000 – Ženská spravedlnost (Femmes de loi), role: Élisabeth Brochène
- 2000 – Profesor (Prof, Le), role: Prof BCBG
- 2000 – Proie et l'ombre, La, role: Isabelle Miller
- 2000 – Voyous voyelles, role: Sandrine
- 1999 – 8 ½ Women, role: Giaconda the Baby Factory
- 1999 – Gialloparma, role: Margot
- 1999 – Mai con i quadri
- 1999 – Mission protection rapprochée, role: Hélène
- 1998 – Bal masqué, Le, role: Sophie d'Arfeuille
- 1998 – Frères et flics, role: Emilia
- 1997 – Une femme très très très amoureuse, role: Isabelle
- 1996 – Chiens ne font pas des chats, Les, role: Judith
- 1995 – Dans la cour des grands, role: Eva
- 1993 – Dracula mon amour
- 1993 – Nombril du monde, Le, role: Marie
- 1992 – Julie Lescaut, role: Catherine Winjisky
- 1991 – Clés du paradis, Les, role: Charlotte
- 1991 – Nestor Burma, role: Marianne
- 1989 – "Navarro", role: Camille Banon
- 1989 – Morte fontaine, role: Nathalie Stern
- 1989 – Pentimento, role: La dame W.C.

## Soukromý život
V roce 1997 se vdaná za Clauda Rappe , ale pár se rozvedl v roce 2007.